# نيت كوغينز
نيت كوغينز (بالإنجليزية: Nate Coggins)‏ هو لاعب كرة قدم أمريكية أمريكي، ولد في 25 سبتمبر 1978.